# Гаттендорф
Гаттендорф (нім. Gattendorf) — громада в Німеччині, розташована в землі Баварія. Підпорядковується адміністративному округу Верхня Франконія. Входить до складу району Гоф. Складова частина об'єднання громад Файліч.
Площа — 22,18 км2. Населення становить 1020 ос. (станом на 31 грудня 2020).